# Большая Чечня
Большая Чечня — область в составе Северо-Кавказского имамата, расположенная по правобережью от реки Аргун до реки Акташ, и районы расселения чеченцев по правому берегу реки Терек до крепости Кизляр.

## История
В 1842 году  чеченская территория Северо-Кавказского имамата была разделена на три наибства: Мичиковское, Большая Чечня, и Малая Чечня. В 1844 году, после убийства мичиковского наиба Шоип-муллы, Шамиль, с целью усиления контроля над Чечнёй, произвёл реорганизацию наибств, разделив их он назначил во главе наиболее преданных людей. Наибства Мичиковское и Большая Чечня были разделены каждое на две, а наибство Малая Чечня — на четыре части. В 1845 году Большая и Малая Чечня с Мичиковским, Качкалыковским и Ичкеринским обществами были разделены на семь наибств. В 1846 году образовались ещё три наибства — Шатоевское, Шубутоевское и Чеберлоевское. В дальнейшем, в зависимости от хода военных действий, число наибств сокращалось.

## Число жителей
По предположительным расчётам генерала А. И. Нейдгардта, численность населения Большой Чечни составляла около 49 500 дворов от 8 до 10 человек в каждом (390 тысяч человек), Малой Чечни составляла около 26 000 дворов (250 000 чел). Так же генерал Нейдгардт А. И. допускал, что население Большой и Малой Чечни возможно больше, так как точного подсчёта провести не представлялось возможным в связи с активными военными действиями этих областей против Российской империи, что естественно закрывало путь в продвижение вглубь Чеченской страны для её изучения.

## Руководители
- Джаватхан Даргоевский (1840–1842)
- Иса Гендаргеноевский (1842—1843)
- Суаиб-Мулла Эрсеноевский (1843—1845)
- Талхиг Шалинский (1845—1859)